# Ист Окак

Ист Окак (на английски: East Okak) е десетият по големина остров в провинция Нюфаундленд и Лабрадор. Площта му е 140 km², която му отрежда 135-о място сред островите на Канада. Необитаем.
Островът се намира недалеч от източния бряг на полуостров Лабрадор, в залива Окак. Остров Ист Окак, заедно с островите Уест Окак, Кофин, Кикектак и други по-малки образува групата о-ви Окак. На северозапад, зад протока Мурс (ширина в най-тясната си част само 160 m) се намира остров Уест Окак, на север е остров Кофин, на изток има група от малки острови (Кът Троат, Опингивиксуак, Кикертарджоте и други), на юг е остров Иглусуакталиалук, а на югозапад (на 1,7 km) брега на п-ов Лабрадор.
Бреговата линия с дължина 95 km е силно разчленена, като на източното крайбрежие на 9 km в сушата се вдава залива Кангеклуаксук, който почти разделя острова на два полуострова – Северен и Южен. На североизток е по-малкия залив Слам Банг.
Релефът е хълмист с маскимална височина от 368 m в централната част на Северния полуостров. Има няколко малки езера. Тундрова растителност и голи скали покрити с мъхове и лишеи.
Източното крайбрежие на острова най-вероятно е открито от португалския мореплавател Гашпар Кортереал (1450-1501) през 1500 – 1501 г., а островното му положение е доказано чак през XIX век след извършване на детайлни топографски картирания по цялото източно крайбрежие на п-ов Лабрадор.